# تووکی، استان پومرانی غربی
تووکی، استان پومرانی غربی (به لاتین: Tłuki, West Pomeranian Voivodeship) یک منطقهٔ مسکونی در لهستان است که در Gmina Postomino واقع شده‌است.